# Isosturmia intermedia
Isosturmia intermedia är en tvåvingeart som beskrevs av Townsend 1927. Isosturmia intermedia ingår i släktet Isosturmia och familjen parasitflugor. Inga underarter finns listade i Catalogue of Life.